# Wishbone Ash (album)
Wishbone Ash è il primo album in studio del gruppo rock inglese Wishbone Ash, pubblicato nel 1970.

## Tracce
Side 1
1. Blind Eye – 3:15
2. Lady Whiskey – 6:13
3. Errors Of My Way – 6:56
4. Queen Of Torture – 3:23

Side 2
1. Handy – 11:37
2. Phoenix – 10:26

## Formazione
- Andy Powell - chitarra, voce
- Ted Turner - chitarra, voce
- Martin Turner - basso, voce
- Steve Upton - batteria